# Зелёная Будка
Зелёная Будка — упразднённое село в Кизилюртовском районе Дагестана. В 1970-е годы вошло в состав села Новый Чиркей.

## Географическое положение
Располагалось у остановочного пункта 2244 км (Новочеркей), к югу от железнодорожного полотна.

## История
Населённый пункт возник в 1894 году в связи со строительством железнодорожной полуказармы на 899 км Северо-Кавказской железной дороги. По данным на 1929 год железнодорожная полуказарма казарма 899 км состояла 3 хозяйств и входила в состав Самуркентского сельсовета Махачкалинского района. В 1939 год хутор Будка красная с Будкой 899 км входил в состав Какаюртовского сельсовета Кумторкалинского района. С 1950-х годов хутор являлся отделеним колхоза «Советская Армия» села Какаюрт. По данным на 1961 год посёлок Железнодорожная платформа Зелёная будка входил в состав Какаюртовского сельсовета Кизилюртовского горсовета. Постановлением бюро обкома КПСС и совета министров ДАССР от 30.05.1970 г. село Какаюрт в количестве 84 хозяйства (разрушеное землетрясением в 1970 году), с населением 410 человек было переселено на свои земли в районе железнодорожной платформы «Зеленая будка», в порядке доприселения к существующему населённому пункту односельчан. В селе Зелёная будка также было размещено и правление колхоза. В том же, 1970 году, колхоз «Советская Армия» и совхоз им Дахадаева сел Новый Чиркей и Кульзеб, были объединены в совхоз «Советская Армия» с центральной усадьбой в селе Новый Чиркей. По всей видимости в то же время произошло и объединение сел Новый Чиркей и Зелёная Будка.

## Население
| Год       | 1926 | 1939 | 1970 |
| --------- | ---- | ---- | ---- |
| Население | 15   | 87   | 671  |

Национальный состав
По данным Всесоюзной переписи населения 1926 года:
| № | Национальность | Численность, чел. | Доля |
| - | -------------- | ----------------- | ---- |
| 1 | аварцы         | 11                | 73 % |
| 2 | персы          | 4                 | 27 % |